# Vyacheslav Shevchenko
Vyacheslav Shevchenko (tiếng Ukraina: В'ячеслав Тарасович Шевченко; sinh ngày 30 tháng 5 năm 1985 ở Ukrainian SSR) là một tiền đạo bóng đá người Ukraina hiện tại thi đấu cho câu lạc bộ Giải bóng đá vô địch quốc gia Uzbekistan Qizilqum Zarafshon.
Anh là cháu trai của cựu tiền đạo Ukraina Andriy Shevchenko.
Shevchenko là sản phẩm của hệ thống trường UFC Lviv. Anh có màn ra mắt ở Giải bóng đá ngoại hạng Ukraina cho FC Illichivets Mariupol khi vào sân trong hiệp hai trước FC Metalurh Donetsk ngày 25 tháng 5 năm 2007.